# 梨园公所
31°13′46″N 121°29′35″E / 31.229519°N 121.493188°E
上海梨园公所，是一个位于上海市黄浦区方浜中路593号的古建筑，为黄浦区文物保护单位。

## 介绍
光绪三十一年（1905年），伶界名人夏月恒、夏月珊、潘月樵等为维护伶人利益和社会地位，协调同仁矛盾，发起成立“上海伶界联合会”，在方浜中路593号的一所旧庙址修建上海梨园公所。常年开支经费则规定由伶人从自己的“包银”收入中提取“五厘”作充助；而特别经费则从各戏班临时公演串戏中集资。梅兰芳、程砚秋、周信芳等人曾在此短住。
梨园公所供奉老郎神塑像。前厅、大厅、东西厢房供办公、议事、集会和活动之用。民国元年（1912年），又增建楼房，购置义地及山庄作为收埋故世艺人。公所后来又办榛苓学堂，专收伶人子弟免费入学习艺，以保护伶人子弟被人歧视不能入学的权利。“榛苓”之名由艺人汪笑侬所起。公所还推行改良京剧，包括新编《新茶花女》、《黑籍冤魂》、《明末遗恨》等。辛亥革命前夕，由潘月樵等为首组织伶界“敢死队”，在“梨园公所”秘密策划参加武装起义，孙中山得知后，曾亲自到梨园公所与京剧艺人座谈留念，并写“现身说法”匾额（文化大革命期间，匾额被毁）。
抗日战争期间，梨园公所成为接受上海难民的地点之一。上海战役结束后，周信芳、俞振飞还相继担任过董事长和校长。中华人民共和国成立后，公所解散，地址改为方滨中路第二小学，之后再改幼儿园使用。梨园公所遗址现为青少年爱国主义教育基地。2000年5月22日，登录为黄浦区文物保护单位。